# Czerniki (województwo warmińsko-mazurskie)

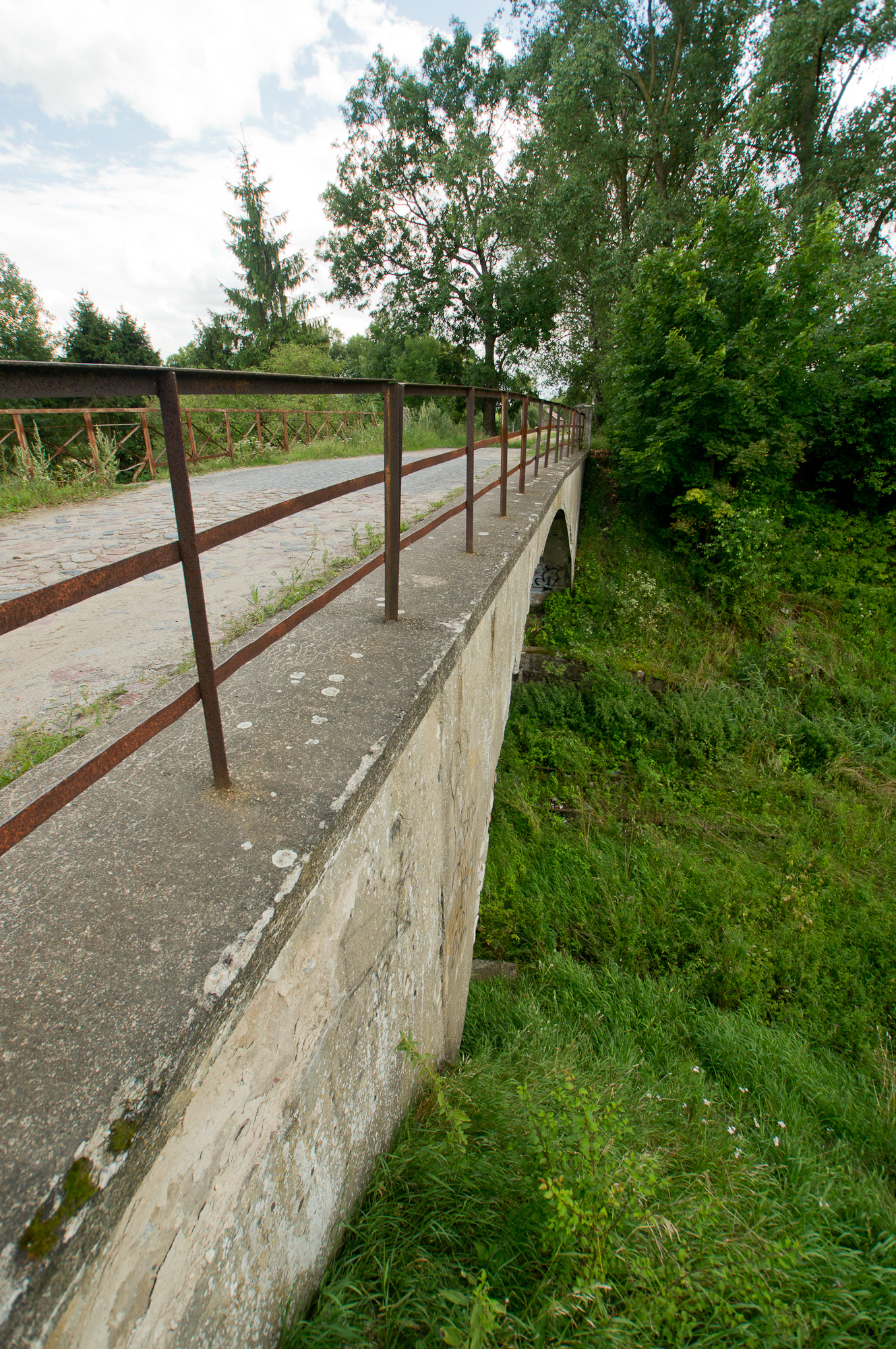
Zabytkowy wiadukt drogowy z 1907 roku w Czernikach, nad linią kolejową Kętrzyn-Węgorzewo.

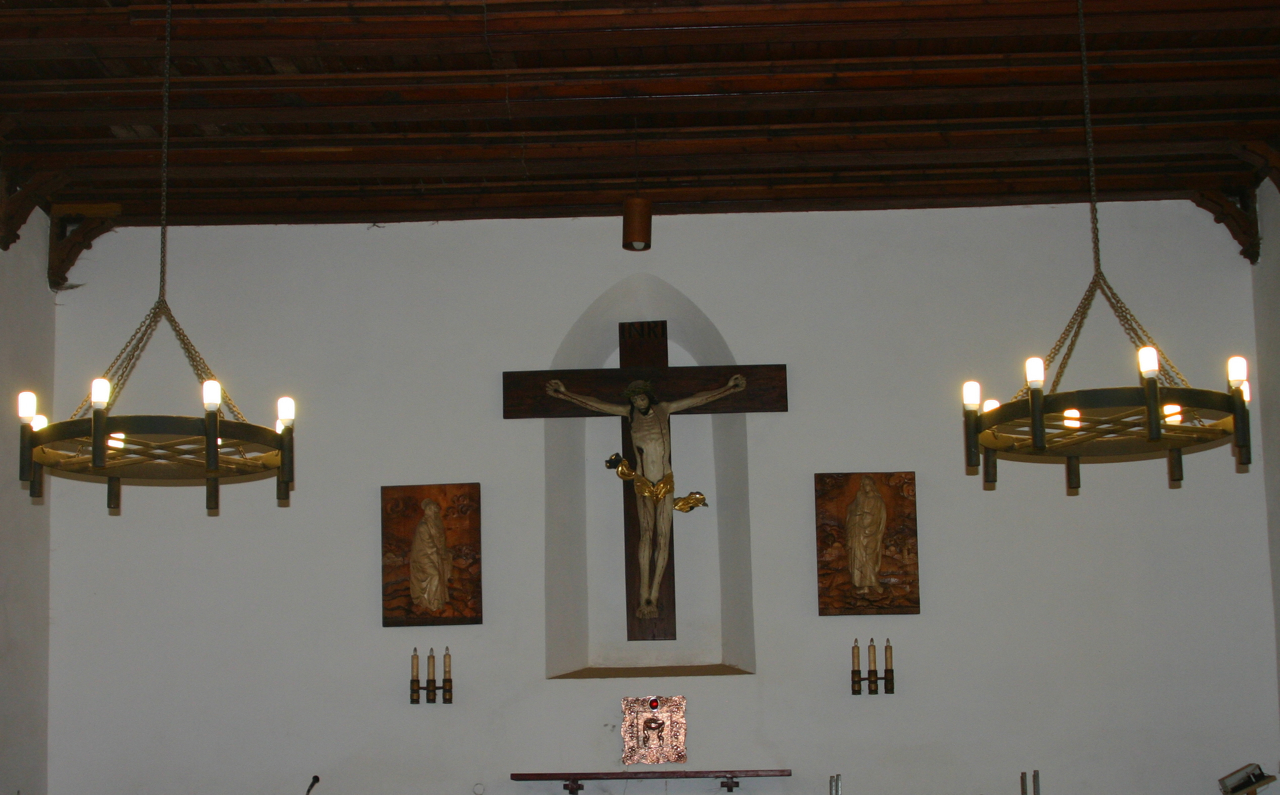
Zabytkowy krucyfiks

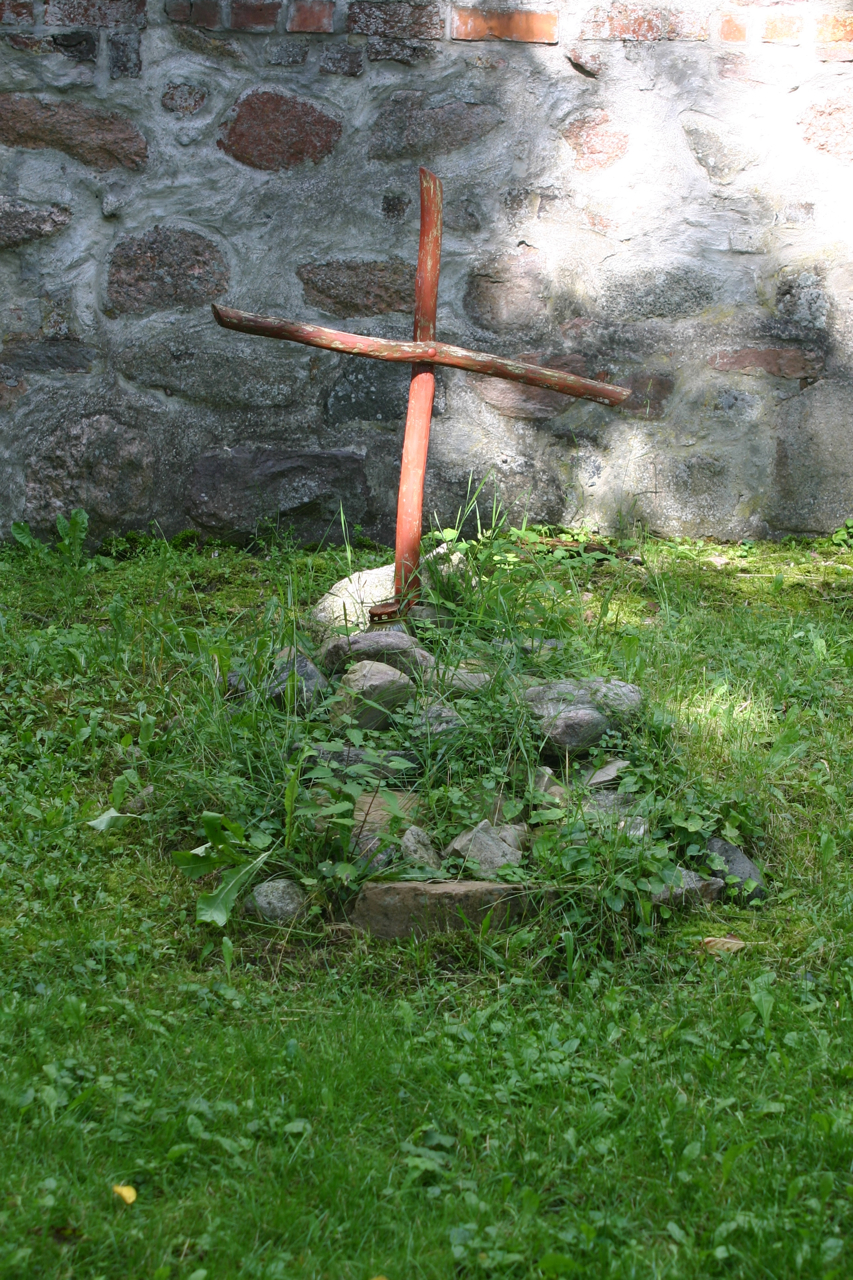
Zbiorowy grób ludzkich szczątków wykopanych podczas budowy wzmocnienia fundamentów kościoła

Czerniki (niem. Schwarzstein) – wieś w Polsce, położona w województwie warmińsko-mazurskim, w powiecie kętrzyńskim, w gminie Kętrzyn. W latach 1975–1998 miejscowość należała do województwa olsztyńskiego.
Przez wieś przebiega trasa turystyczna ciągnąca się od drogi Kętrzyn – Giżycko przez Karolewo, Czerniki, Gierłoż do Wilczego Szańca. We wsi znajdują się: punkt skupu ziół, trzy warsztaty samochodowe i gospodarstwo agroturystyczne "Andrzejówka". Przez Czerniki swój przebieg ma linia kolejowa nr 259 (obecnie nieczynna).

## Integralne części wsi
| SIMC    | Nazwa   | Rodzaj     |
| ------- | ------- | ---------- |
| 0477430 | Góry    | przysiółek |
| 0477446 | Rybniki | przysiółek |
| 0477452 | Strzyże | przysiółek |

## Historia
Niemiecka nazwa wsi oznacza czarny kamień, z którym wiąże się legenda dotycząca Czernik, mówiąca że Diabeł leciał z Afryki z wielkim kamieniem, aby zburzyć budowany w Czernikach kościół. Nie zdążył jednak dotrzeć z kamieniem przed odprawieniem Mszy, więc zmuszony został porzucić kamień w pobliskim lesie.
Czerniki jako wieś czynszowa lokowana została w XIV w. na prawie chełmińskim, już wtedy we wsi była karczma i działał młyn wodny, który znajdował się w pobliżu kościoła przy strumieniu odprowadzającym wodę z jeziora Siercze do Gubra. Młyn w tym miejscu funkcjonował jeszcze w XX w. W lipcu 1907 uruchomiono linię kolejową nr 259 na trasie Kętrzyn–Węgorzewo. Pociągi osobowe kursowały na tej linii do 30 maja 1992, a towarowe do roku 2000. Obecnie linia jest nieczynna. W 1928 przy kościele ustawiono granitowy głaz z napisem upamiętniającym poległych żołnierzy w czasie I wojny światowej. Głaz ten został usunięty w końcu lat dziewięćdziesiątych XX w.. Małą elektrownię wodną wybudowano około roku 1920.

## Zabytki
Kościół w Czernikach wybudowano pod koniec XIV w. na miejscu świętego gaju Prusów. Parafia w Czernikach należała do archiprezbiteratu w Reszlu do 1525. Od 1490 proboszcz z Czernik obsługiwał kaplicę w Sterławkach Wielkich. Kościół był przebudowywany w latach 1749–1750 i 1771–1772, a w roku 1886 dobudowano wieżę. Do drugiej wojny światowej nad wejściem do kościoła wisiała podkowa. Podkowę tę wiązano z legendą o karczmarce z Nakomiad, którą diabeł zamienił w konia. Najprawdopodobniej była to jednak pamiątka po Tatarach, którzy ograbili Czerniki w 1657 r. Po reformacji kościół w Czernikach został świątynią ewangelicką do 1945. Kaplicę w Sterławkach Wielkich obsługiwali duchowni z Czernik do 1585. W Czernikach pastorzy i diakoni musieli znać język polski.
Kościół poświęcił pw. św. Jana Ewangelisty i Matki Boskiej Szkaplerznej ks. Wacław Radziwon z parafii św. Katarzyny w Kętrzynie. W kościele przeprowadzono niezbędne remonty. Zmieniono ołtarz główny – w miejscu ocalałego witraża zamocowano krucyfiks z końca XV-XVI w., którego pochodzenie nie jest znane. W Czernikach podobnie jak w Karolewie były przeszkody w utworzeniu parafii. Kościół w Czernikach pw. św. Jana Ewangelisty jest kościołem filialnym parafii w Karolewie.
Kościół wybudowano w stylu gotyckim. Jest to budowla salowa, z zakrystią i kruchtą od północy oraz wieżą od strony północnej. Neogotycką wieżę dobudowano w 1884, natomiast zakrystię i kruchtę pod koniec XIX w.
Przy polnej drodze do Wopławek znajduje się głaz narzutowy upamiętniający bitwę Krzyżaków z Litwinami w 1311.
Na południe od wsi pozostałości średniowiecznego grodziska.